# 찟 푸미삭

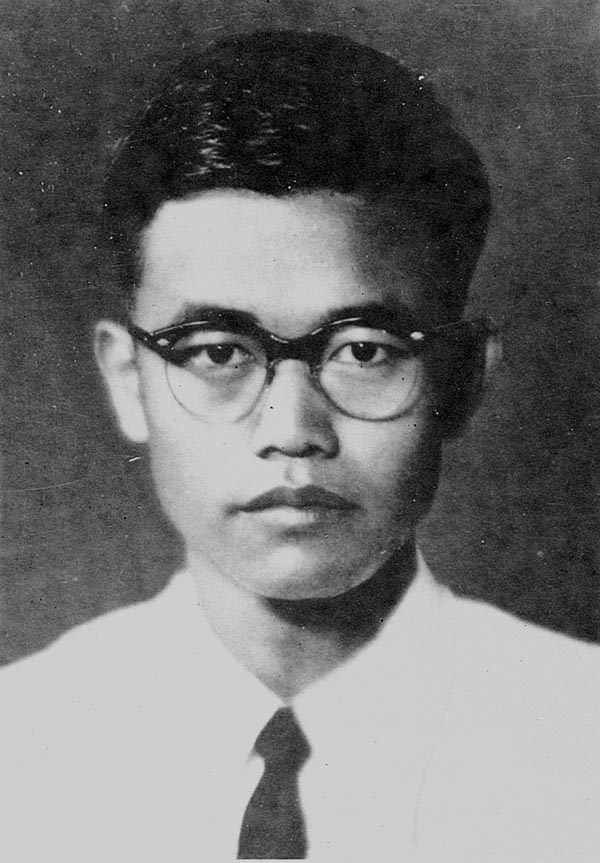
찟 푸미삭의 사진

찟 푸미삭(태국어: จิตร ภูมิศักดิ์, 1930년 9월 25일 - 1966년 5월 5일)은 태국의 저술가, 역사가, 시인, 공산주의 운동가이다. 일명 '태국의 체 게바라'로 불린다. 저술 중 가장 영향력이 컸던 것은 1957년작인 《타이 삭디나 제도의 진면목》(태국어: โฉมหน้าศักดินาไทย)이었는데, 발표 시 '솜사마이 시수트라판'이라는 필명을 사용하였다. 이 외에 찟이 사용했던 필명으로는 '까위 깐므앙', '까위 시사얌' 등이 있었다.

## 생애
찟 푸미삭은 동부 쁘라찐부리의 가난한 가정에서 태어나, 고등학교를 졸업한 후 방콕으로 와서 쭐랄롱꼰 대학교에서 문헌학을 전공하였다. 찟이 처음으로 마르크스주의에 영향을 받은 것은 대학생 시절이었다. 1953년 찟은 태국에 살고 있던 미국인 언어학자 윌리엄 J. 기드니를 돕는 일로 미국 대사관에 잠시 고용된 적이 있었는데, 그때 찟이 맡은 일이 바로 마르크스의 공산당 선언을 태국어로 번역하는 일이었기 때문이다. 이 일은 원래 태국 정부에 겁을 줘서 보다 강한 반공 성향을 갖게 하려는 의도에서 기획된 것이었다.
찟의 저술은 반민족주의적이고 진보적이었으며, 무엇보다 사릿 타나랏 정부의 반공 정권에 위협적이었다. 이 때문에 1957년 그는 공산주의자라는 이유로 체포되었지만, 6년 간의 수감생활 후 결국 무죄 판결을 받아 풀려났다.
1965년 찟은 태국 공산당에 가입했다. 그 무렵 태국 공산당은 사콘나콘 주에 있는 푸판 산의 정글에 본거지를 두고 있었다. 그러나 찟은 그다지 오래 활동하지 못하고 1966년 5월 5일 암프 와릿차품의 농꿍 근처에서 주민들이 쏜 총에 맞아 숨졌다. 찟의 몸은 불태워졌고, 이후 20년 간 그의 죽음을 기리는 어떠한 행사도 열리지 않았다. 1989년에 찟의 유해는 쁘라시띠상원 사원 근처의 불탑에 안치되었다.
찟의 죽음을 둘러싸고 약간의 논쟁이 있다. 《왕은 결코 웃지 않는다》(The King Never Smiles)를 쓴 폴 M. 핸들리는 찟이 감옥에서 풀려나온 지 얼마 되지 않아 푸판 산 근처에서 정부 공무원에게 처형당했다고 주장한다.